# Богадо, Джованни
Джованни Эммануэль Богадо Дуарте (исп. Giovanni Emmanuel Bogado Duarte; родился 16 сентября 2001 года, Лимпио, Парагвай) — парагвайский футболист, полузащитник клуба «Либертад».

## Клубная карьера
Богадо — воспитанник клуба «Либертад». 10 декабря 2016 года в матче против «Рубио Нью» он дебютировал в парагвайской Примере, в возрасте 15-ти лет.

## Международная карьера
В 2017 году в составе юношеской сборной Парагвая Богадо принял участие в юношеском чемпионате Южной Америке в Чили. На турнире он сыграл в матчах против команд Перу, Венесуэлы, Колумбии и дважды Бразилии.
В том же году Богадо принял участие в юношеском чемпионате мира в Индии. На турнире он сыграл в матчах против команд США и Турции. В поединке против турок Джованни забил гол.